# Augusto Samuel Boyd
Augusto Samuel Boyd Briceño (Cidade do Panamá, 1 de agosto de 1879 - 17 de junho de 1957) médico e político, foi o presidente do Panamá entre 1939 e 1940.